# HD89069
HD89069 — хімічно пекулярна зоря спектрального класу A0, що має видиму зоряну величину в смузі V приблизно  8,4.
Вона  розташована на відстані близько 1289,2 світлових років від Сонця.

## Пекулярний хімічний склад
Зоряна атмосфера HD89069 має підвищений вміст 
Cr
.